# 1659 no Brasil
Esta é uma cronologia dos fatos acontecimentos de ano 1659 no Brasil.

## Eventos
- Edificação do Forte do Rio da Cruz, no Ceará.[1]

## Mortes
- Raposo Tavares, bandeirante (n. 1598).